# Línia de successió al president del Pakistan
El Pakistan, per llei, té un sistema parlamentari parlamentari de govern que ha estat modificat bastants vegades des de la seva creació. El primer ministre del Pakistan és el cap del govern, mentre que el president del Pakistan, per llei i estatuts, és el representat constitucional.
La constitució del país no permet l'existència d'un vicepresident, però el president del senat del Pakistan pren les responsabilitats del president en la seva absència o en cas de mort o supressió de càrrec. Si el president del Senat no està disponible, el portaveu de l'Assemblea Nacional del Pakistan du a terme les tasques del president. El Col·legi Electoral del Pakistan és el responsable d'elegir nou president. La Divuitena esmena a la Constitució del Pakistan, Article 49 de la Constitució, cobreix aquest tema.

## Article 49
President [del Senat] o portaveu per a actuar com a, o fer les funcions del, President
- Si el càrrec de President esdevé vacant per raons de mort, renúncia o supressió del President, el President [del Senat] o, si és incapaç de dur a terme les funcions del president, el portaveu de l'Assemblea Nacional, haurà d'actuar com a President fins que un nou President sigui elegit segons la clàusula (3) de l'Article 41.
- Quan el president, per raons d'absència del Pakistan o qualsevol altra causa, no pugui dur a terme les seves funcions, el President [del Senat] o, si aquest també és absent o incapaç de dur a terme les funcions del càrrec de President, el portaveu de l'Assemblea Nacional, haurà de dur a terme les funcions del President fins que el President retorni al Pakistan o, en el cas que pertoqui, reprengui les seves funcions.